# 보이저 금제 음반

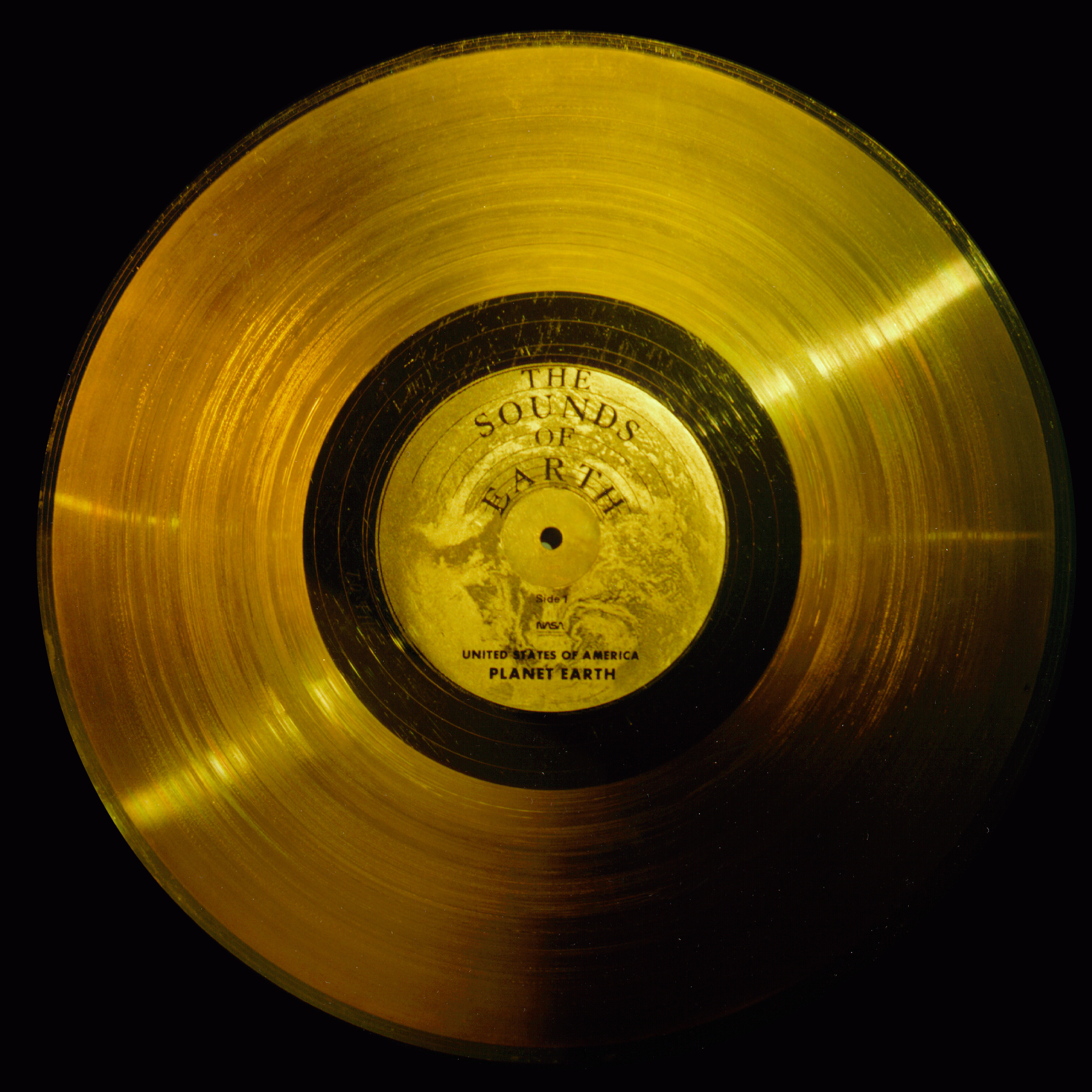
보이저 금제 음반

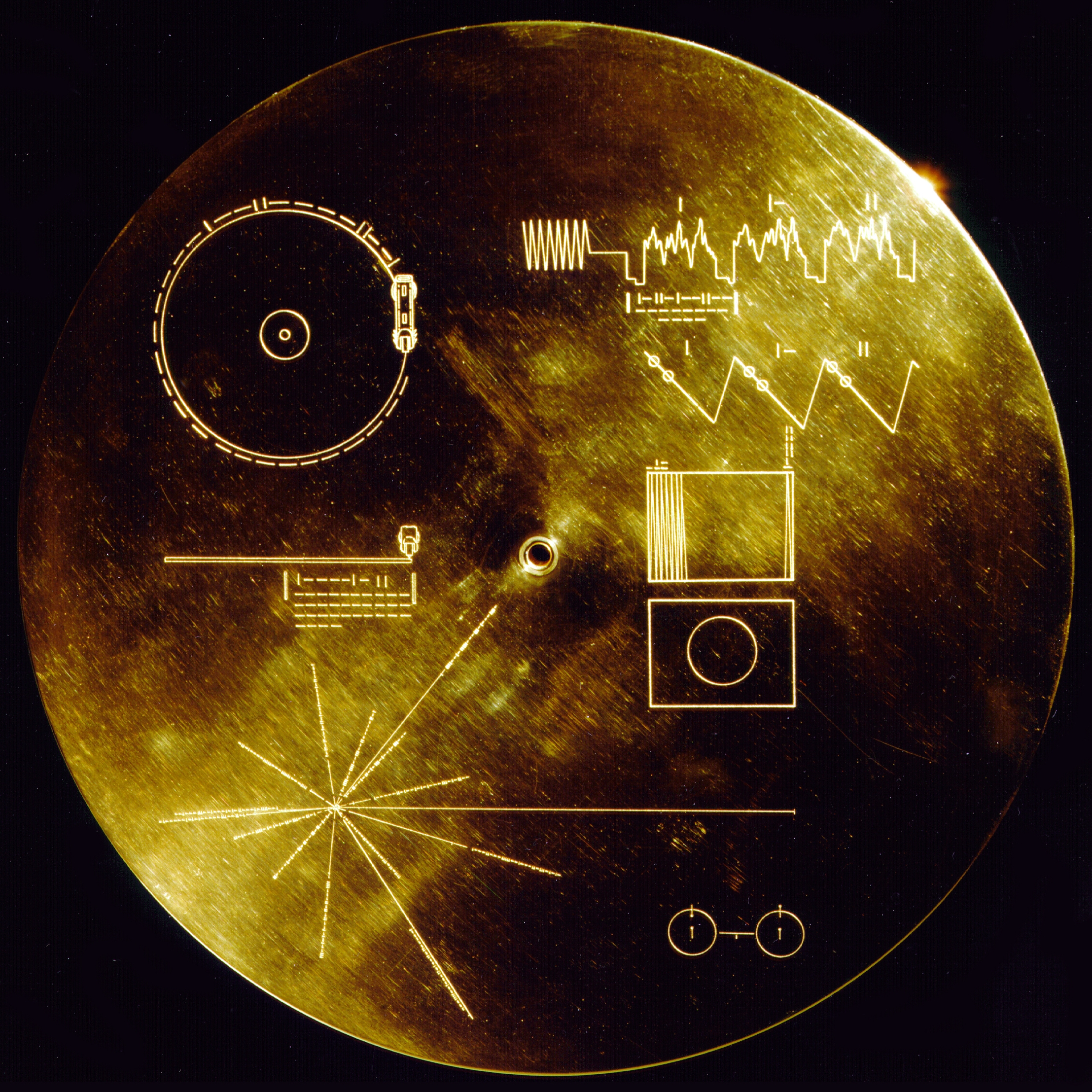
보이저 금제 음반의 뒷면.

보이저 금제 음반(-金製音盤, 영어: Voyager Golden Record)은 1977년에 발사된 보이저 탐사선 두 대에 실린 축음기 음반로, 지구상의 생명체와 문화의 다양성을 알리기 위한 소리와 사진이 기록되어 있다.
이는 탐사선에 의한 능동적 외계 지능 찾기(Active SETI)의 일환으로 실려 있는 것이지만, 보이저가 다른 별에 가까이 가는 데에는 4만 년 정도가 걸리기 때문에 누군가 찾으러 오지 않는 이상 이 음반이 발견되기까지는 최소한 그 정도가 걸린다. 보이저 탐사선의 크기도 너무 작기 때문에 발견될 가능성도 적다.

## 내용
음반의 내용은 칼 세이건이 의장으로 있는 위원회에서 결정되었는데, 115개의 그림과 파도, 바람, 천둥, 새와 고래의 노래와 같은 자연적인 소리, 서로 다른 문화와 시대의 음악, 55개의 언어로 된 인삿말, 당시 미국 대통령 지미 카터와 쿠르트 발트하임(Kurt Waldheim) 사무국장의 메시지로 이루어졌다. 116개의 그림은 음반에 아날로그 형태로 기록되어 있다. 나머지는 분당 16⅔ 회전으로 돌리도록 되어 있다. 인삿말은 6000년 전 수메르에서 쓰였던 아카디아어부터 시작하여 현대 중국어의 한 방언인 우어로 끝난다.

### 인사말
| 시간    | 언어          | 회자                              | 원문 | 의미 |
| ------- | ------------- | --------------------------------- | --- | --- |
| 0:00:00 | 수메르어      | 데이비드 L. 오웬                  | 𒁲𒈠𒃶𒈨𒂗 ('šilim-ma hé-me-en') | 모두 평안하시길.                                                                                           |
| 0:00:04 | 고대 그리스어 | 프레데릭 M. 알                    | Οἵτινές ποτ᾿ ἔστε χαίρετε! Εἰρηνικῶς πρὸς φίλους ἐληλύθαμεν φίλοι. (Hoitines pot'este chairete! Eirēnikōs pros philous elēlythamen philoi.) | 당신이 누구이든 우리는 인사를 건넵니다. 우리는 친구에게 우정으로 대합니다.                                 |
| 0:00:11 | 포르투갈어    | 자넷 스텐버그                     | Paz e felicidade a todos | 여러분에게 평화와 행복이 있기를 바랍니다.                                                                  |
| 0:00:14 | 광둥어        | 스텔라 페슬                       | 各位好嗎？祝各位平安健康快樂。(Gok wai hou maa? Zuk gok wai ping on gin hong faai lok.) | 다들 잘 지내시죠? 여러분이 평안하고 건강하고 행복하길 바랍니다.                                            |
| 0:00:19 | 아카드어      | 데이비드 L. 오웬                  | Adanniš lu šulmu | 모두 다 잘되기를                                                                                           |
| 0:00:22 | 러시아어      | 마리아 루비노바                   | Здравствуйте! Приветствую Вас!(Zdrávstvuyte! Privétstvuyu Vas!) | 안녕하세요! 환영합니다!                                                                                    |
| 0:00:25 | 태국어        | 루치라 멘디오네스                 | สวัสดีค่ะ สหายในธรณีโพ้น พวกเราในธรณีนี้ขอส่งมิตรจิตมาถึงท่านทุกคน(Sàwàtdee kâ, sàhăai nai torránee póhn. Pûak rao nai torránee née kŏr sòng mít jìt maa tĕung tâan túk kon)                                                                                 | 안녕하세요, 타지의 친구들이여. 우리는 여러분에게 화친을 보냅니다                                           |
| 0:00:32 | 아랍어        | 아말 샤카시리                     | .تحياتنا للأصدقاء في النجوم. يا ليت يجمعنا الزمان (Taḥiyyātunā lil-'aṣdiqā' fil-nujūm. Yā laytā yajma`unā al-zamān) | 저 별의 친구들에게 인사드립니다. 시간이 우리를 만나게 할 수 있기를.                                        |
| 0:00:38 | 루마니아어    | 산다 허프먼                       | Salutări la toată lumea | 모두에게 인사드립니다.                                                                                     |
| 0:00:42 | 프랑스어      | 알렉산드라 리티우어               | Bonjour tout le monde | 여러분 안녕하세요                                                                                          |
| 0:00:45 | 버마어        | 마웅 묘 르윈                      | နေကောင်းပါသလား(Naykaungg parsalarr?) | 잘 지내시나요?                                                                                             |
| 0:00:48 | 히브리어      | 데이비드 L. 오웬                  | שלום‎ (Shalom) | 평화를 |
| 0:00:50 | 스페인어      | 에릭 J. 보이켄캠프                | Hola y saludos a todos | 여러분에게 인사드립니다                                                                                    |
| 0:00:54 | 인도네시아어  | 일야스 하룬                       | Selamat malam hadirin sekalian, selamat berpisah dan sampai bertemu lagi dilain waktu | 안녕하십니까, 여러분. 안녕히 계시고 다음에 또 만납시다                                                     |
| 0:00:59 | 케추아어      | 프레디 아밀카르 론칼라 페르난데스 | Kay pachamamta niytapas maytapas rimapallasta runasimipi | 지구에서 케추아어로 여러분께 인사드립니다.                                                                 |
| 0:01:04 | 펀자브어      | 자틴데르 N. 파울                  | ਆਓ ਜੀ, ਜੀ ਆਇਆਂ ਨੂੰ (Aao ji, jee aya nu) | 환영합니다. 들어와 보십시오.                                                                               |
| 0:01:07 | 히타이트어    | 데이비드 L. 오웬                  | aššuli | 인사드립니다                                                                                               |
| 0:01:08 | 벵골어        | 수브라타 무케르지                 | নমস্কার, বিশ্বে শান্তি হোক (Nômośkār, biśśē śānti hōk) | 안녕하세요! 세계에 평화가 있기를                                                                           |
| 0:01:11 | 라틴어        | 프레데릭 M. 알                    | Salvete quicumque estis; bonam erga vos voluntatem habemus, et pacem per astra ferimus | 당신이 누구이든지 간에 환영합니다. 우리는 당신에게 호의를 갖고 있으며, 성간을 넘어 평화가 있기를 바랍니다. |
| 0:01:19 | 아람어        | 데이비드 L. 오웬                  | 𐡌𐡋𐡔 ('Šəlām') | 평화를 |
| 0:01:22 | 네덜란드어    | 요안 데 보르                      | Hartelijke groeten aan iedereen | 여러분에게 따뜻한 인사를 전합니다.                                                                         |
| 0:01:24 | 독일어        | 레나테 보른                       | Herzliche Grüße an alle | 모두에게 인사드립니다.                                                                                     |
| 0:01:27 | 우르두어      | 살마 알잘                         | السلام عليکم ـ ہم زمين کے رہنے والوں کى طرف سے آپ کو خوش آمديد کہتے ھيں (Assalamu alaikum. Hum zameen ke rehne waalon ki taraf se aap ko khush aamdeed kehte hain)                                                                             | 당신에게 평화가 있기를. 우리는 지구의 주민들을 대신하여 여러분을 환영합니다.                               |
| 0:01:37 | 베트남어      | 쩐쫑하이                          | Chân thành gửi tới các bạn lời chào thân hữu | 여러분에게 진심으로 친절한 인사를 보냅니다.                                                                |
| 0:01:40 | 튀르키예어    | 피터 이안 쿠니홀름                | Sayın Türkçe bilen arkadaşlarımız, sabah şerifleriniz hayrolsun | 터키어를 사용하는 친구들에게, 아침의 영광이 깃들기를                                                       |
| 0:01:45 | 일본어        | 노다 마리                         | こんにちは。お元気ですか？ (Konnichiwa. O genki desu ka?) | 안녕하세요, 잘 지내시죠?                                                                                   |
| 0:01:48 | 힌디어        | 오마르 알잘                       | धरती के वासियों की ओर से नमस्कार (Dharati ke waasiyon ki or se namaskar) | 지구의 거주자들로부터 인사를 보냅니다.                                                                     |
| 0:01:51 | 웨일스어      | 프레데릭 M. 알                    | Iechyd da i chi yn awr, ac yn oesoedd | 지금도 앞으로도 당신이 건강하기를 바랍니다.                                                                |
| 0:01:54 | 이탈리아어    | 데비 그로스보겔                   | Tanti auguri e saluti | 많은 인사와 소망을 바랍니다.                                                                               |
| 0:01:57 | 싱할라어      | 카말 데 아브루                    | ආයුබෝවන්!(Āyubōwan!) | 환영합니다.                                                                                                |
| 0:02:00 | 줄루어        | 프레드 두베                       | Siya nibingelela maqhawe sinifisela inkonzo ende. | 우리는 위대한 여러분들에게 인사드리며 만수무강하기를 빕니다.                                               |
| 0:02:05 | 소토어        | 프레드 두베                       | Reani lumelisa marela. | 위대한 여러분들여, 인사를 건넵니다.                                                                        |
| 0:02:08 | 우어          | 이본 마인발드                     | 祝㑚大家好。(Tsoh na da ka hoa) | 여러분에게 행운을 빕니다.                                                                                  |
| 0:02:12 | 아르메니아어  | 아락시 테르지안                   | Բոլոր անոնց որ կը գտնուին տիեզերգի միգամածութիւնէն անդին, ողջոյններ (Bolor anonts’ vor ky gtnuin tiezergi migamatsut’iwnen andin, voghjoynner)                                                                                                 | 우주 성간 너머에 있는모든 이들에게 인사드립니다.                                                           |
| 0:02:19 | 한국어        | 신순희                            | 안녕하세요 | 안녕하세요                                                                                                 |
| 0:02:22 | 폴란드어      | 마리아 노바코브스카 스티코스      | Witajcie, istoty z zaświatów. | 저 너머의 생물들이여, 안녕하십니까?                                                                        |
| 0:02:25 | 네팔어        | 두르가 프라샤드 오자              | प्रिथ्वी वासीहरु बाट शान्ति मय भविष्य को शुभकामना (Prithvī vāsīharu bāṭa śānti maya bhaviṣya kō śubhakāmanā) | 지구인들로부터 여러분들의 평화로운 미래를 기원합니다.                                                      |
| 0:02:29 | 중국어        | 량 쿠                             | 各位都好吧？我们都很想念你们，有空请到这儿来玩。, 各位都好吧？我們都很想念你們，有空請到這兒來玩。(Gèwèi dōu hǎo ba? Wǒmen dōu hěn xiǎngniàn nǐmen, yǒu kòng qǐng dào zhèr lái wán.)                                                           | 여러분 안녕하십니까? 우리는 여러분을 그리워하고 있습니다. 시간 있으면 놀러오세요.                          |
| 0:02:35 | 일라어        | 사울 무볼라                       | Mypone kaboutu noose. | 여러분 모두가 잘 되길 바랍니다.                                                                            |
| 0:02:38 | 스웨덴어      | 군넬 알름그렌 샤르                | Hälsningar från en dataprogrammerare i den lilla universitetsstaden Ithaca på planeten Jorden | 지구에 있는 작은 대학 도시 이타카에서 한 컴퓨터 프로그래머가 인사를 보냅니다.                              |
| 0:02:45 | 체와어        | 사울 무볼라                       | Mulibwanji imwe boonse bantu bakumwamba. | 다른 행성의 사람들이여, 잘 지내시나요?                                                                     |
| 0:02:48 | 구자라트어    | 라데칸트 다베                     | પૃથ્વી ઉપર વસનાર એક માનવ તરફથી બ્રહ્માંડના અન્ય અવકાશમાં વસનારાઓને હાર્દિક અભિનંદન. આ સંદેશો મળ્યે, વળતો સંદેશો મોકલાવશો.(Pr̥thvī upara vasanāra ēka mānava taraphathī brahmāṇḍanā an'ya avakāśamāṁ vasanārā'ōnē hārdika abhinandana. Ā sandēśō maḷyē, vaḷatō sandēśō mōkalāvaśō.) | 지구의 한 인간이 여러분에게 진심으로 보내는 인사입니다. 메시지를 받으면 답장 부탁드립니다.                 |
| 0:03:03 | 우크라이나어  | 안드류 체헬스키                   | Пересилаємо привіт із нашого світу, бажаємо щастя, здоров'я і многая літа(Peresylayemo pryvit iz nashoho svitu, bazhayemo shchastya, zdorov'ya i mnohaya lita)                                                                                 | 우리는 우리 세계에서 인사를 드리며, 여러분의 행복과 건강과 장수를 기원합니다.                              |
| 0:03:09 | 페르시아어    | 에샤흐 사메예                     | درود بر ساکنین ماورای آسمان‌ها(Dorud bar sâkenin mawrah âsemân-hâ) | 하늘 너머 주민들에게 평화가 있기를                                                                         |
| 0:03:22 | 세르비아어    | 밀란 M. 스밀랴니치                | Желимо вам све најлепше са наше планете(Želimo vam sve najlepše sa naše planete) | 우리는 우리 행성으로부터 여러분이 좋은 일만 있기를 바랍니다.                                               |
| 0:03:25 | 오리야어      | 라가바 프라사다 사후              | ସୂର୍ଯ୍ୟ ତାରକାର ତୃତୀୟ ଗ୍ରହ ପୃଥିବୀରୁ ବିଶ୍ୱବ୍ରହ୍ମାଣ୍ଡର ଅଧିବାସୀ ମାନଙ୍କୁ ଅଭିନନ୍ଦନ(Sūryẏa tārakāra tr̥tīẏa graha pr̥thibīru biśẇabrahmāṇḍara adhibāsī mānaṅku abhinandana.) | 태양계 세번째 행성인 지구에서 우주의 거주자들에게 인사를 보냅니다.                                         |
| 0:03:34 | 루간다어      | 엘리야 음위나 무디나              | Musulayo mutya abantu bensi eno mukama abawe emirembe bulijo. | 우주의 모든 이들에게 인사를 건넵니다. 하나님이 당신에게 항상 평화를 주시기를.                              |
| 0:03:38 | 마라티어      | 아라티 판디트                     | नमस्कार. ह्या पृथ्वीतील लोक तुम्हाला त्यांचे शुभविचार पाठवतात आणि त्यांची इच्छा आहे की तुम्ही ह्या जन्मी धन्य व्हा. (Namaskāra. Hyā pr̥thvītīla lōka tumhālā tyān̄cē śubhavicāra pāṭhavatāta āṇi tyān̄cī icchā āhē kī tumhī hyā janmī dhan'ya vhā.)                                        | 안녕하세요, 이 세상의 사람들이 여러분에게 행운을 보내고 여러분이 삶에서 행운을 찾을 수 있기를 바랍니다.    |
| 0:03:47 | 샤먼어        | 마가릿 숙 칭 시 게바우어          | 太空朋友，恁好！恁食飽未？有閒著來阮遮坐喔。 (Thài-khong pêng-iú, lín-hó. Lín chia̍h-pá--bē? Ū-êng, to̍h lâi gún chia chē--ô͘!) | 우주의 친구들, 안녕하세요! 밥은 드셨나요? 시간 있으면 놀러오세요.                                          |
| 0:03:55 | 헝가리어      | 엘리자베스 빌슨                   | Üdvözletet küldünk magyar nyelven minden békét szerető lénynek a Világegyetemen | 우리는 평화를 사랑하는 우주의 모든 존재들에게 헝가리어로 인사를 보냅니다.                                  |
| 0:04:01 | 텔루구어      | 프라사드 코두쿨라                 | నమస్తే, తెలుగు మాట్లాడే జనముననించి మా శుభాకాంక్షలు.(Namastē, telugu māṭlāḍē janamunanin̄ci mā śubhākāṅkṣalu) | 안녕하세요, 텔루구어 사용자들로부터 소원을 빕니다.                                                         |
| 0:04:05 | 체코어        | 바츨라프 오타카르 코스트로운      | Milí přátelé, přejeme vám vše nejlepší | 친애하는 친구들이여, 여러분이 잘 되기를 바랍니다.                                                          |
| 0:04:08 | 칸나다어      | 시리니바사 K. 우파댜야            | ನಮಸ್ತೆ, ಕನ್ನಡಿಗರ ಪರವಾಗಿ ಶುಭಾಷಯಗಳು. (Namaste, kannaḍigara paravāgi śubhāṣayagaḷu.) | 안녕하세요. 칸나다어를 사용하는 사람들을 대신하여 축복을 기원합니다.                                       |
| 0:04:12 | 라자스탄어    | 물 C. 굽타                        | 녹취록에는 데바나가리 문자로 기록이 되어있지만 전산화가 되어있지 않다. | 여러분 안녕하세요. 우리는 여기서 행복하고, 여러분들도 거기서 행복하십시오.                                 |
| 0:04:18 | 영어          | 닉 세이건                         | Hello from the children of planet Earth | 지구의 어린이들로부터 인사를 보냅니다.                                                                     |

### 소리
- 화산, 지진, 천둥 소리
- 머드팟이 분화하는 소리
- 바람, 비 소리
- 귀뚜라미, 개구리 울음소리
- 새, 하이에나, 고래, 코끼리 울음소리
- 침팬지 울음소리
- 개 짖는 소리
- 발소리, 심장박동 소리, 웃음소리
- 양 치는 소리, 대장장이, 톱질 소리

- 트랙터, 리벳 소리
- 모스 부호, 뱃고동 소리
- 말과 수레 소리
- 증기 기관차 운행하는 소리
- 버스, 자동차 운행하는 소리
- F-111, 새턴 V 발사 소리
- 키스, 엄마와 아이의 소리
- 펄사 맥동소리

## 정보
보이저 1호는 1977년에 쏘아 올려져 1990년에 명왕성 궤도를 통과했고, 2003년에는 태양계를 벗어났다. 보이저 탐사선은 우주 공간에 떠 있으며, 다른 항성계에 접근할 때까지 4만여년이 걸린다.
칼 세이건은 이렇게 말했었다. “오직 우주 여행을 하는 문명만이 이 우주선을 보고 음반을 틀어 볼 수 있을 것이다. 하지만 우주의 ‘바다’에 이 ‘병’을 띄워 보내는 것은 이 행성에게 무언가 희망적인 것이다."
금제 음반에 담긴 그림과 음악은 책과 CD-ROM으로 출판되었지만, 절판되었다. 지금은 미 항공 우주국의 웹사이트에서 그 내용의 일부를 볼 수 있다. 하지만 나사의 웹사이트에 있는 모든 정보는 퍼블릭 도메인이어야 하기 때문에 저작권이 걸려 있는 내용은 공개되어 있지 않다.

## 같이 보기
- 아레시보 메시지
- 파이어니어 금속판
- 타임캡슐